# Di Derre
Di Derre er et norsk popband bestående af brødrene Jo Nesbø (vokal og guitar), Knut Nesbø (guitar), Magnus Larsen jr. (bas) og Espen Stenhammer (trommer). Espen Stenhammer blev trommeslager efter Sverre Beyer, som døde af kræft.
Gruppen blev dannet i 1990. Oprindelsen til navnet er kort og godt at bandet ikke havde noget navn, og at følgende ordveksling ofte fandt sted når de skulle spille:
"Hvem spiller i aften?"
"Jo, det er de derre" (da. dem der )
Mange af teksterne omhandler steder, personer og hændelser knyttet til byen Molde. Bandet slog gennem med albummet Kvinner og klær (senere omdøbt til Jenter og sånn efter krav fra ugebladet KK (Kvinner og Klær) i 1994.
De Derres singlehit JENTER findes i en duetversion med Poul Krebs.

## Diskografi
- Den Derre med Di Derre, 1993 (genudgivet i 1995 som Den forrige med Di Derre)
- Kvinner og Klær / Jenter & Sånn, 1994
- Gym, 1996
- Slå meg på! (Popmusikk), 1998
- Di beste, 2006

| Musikgruppe | Spire Denne artikel om en norsk musikgruppe er en spire som bør udbygges. Du er velkommen til at hjælpe Wikipedia ved at udvide den. |